# Teatro inglés
El teatro se introdujo en Inglaterra desde Europa en la época de los romanos, y se construyeron teatros por todo el país con esta finalidad. El teatro es un género destacado dentro de la literatura inglesa, su máxima figura literaria es precisamente un dramaturgo, William Shakespeare, mereciendo igualmente señalarse que mantiene viva la tradición teatral, tanto en grupos de aficionados como en el teatro profesional, con compañías de prestigio como la Royal Shakespeare Company y numerosos teatros en el West End londinense.

## Edad Media
En la época medieval se desarrollaron las mummers' plays, una forma de teatro de calle primitiva asociada con las danzas de Morris, concentrándose en temas como San Jorge y el Dragón y Robin Hood. Eran cuentos folclóricos que volvían a relatar las antiguas historias, y los actores viajaban de ciudad en ciudad interpretando estas obras para el público a cambio de dinero y hospitalidad.
Se representaban obras complejas de inspiración religiosa cristianas durante las festividades religiosas. Los misterios medievales (Mysteries) y los "milagros" (Miracles) eran obras que representaban escenas bíblicas o religiosas.
Se representaban primero en las iglesias y, posteriormente, en las plazas públicas. Muchas de las representaciones se realizaban por los gremios medievales, que se especializaban en una historia relacionada con su profesión; y rivalizaban entre ellos para obtener la representación más aplaudida. En York, los constructores de barcos eligieron El arca de Noé. Los comerciantes de Londres representaban la Creación. Los tintoreros interpretaron El Diluvio.
A finales del siglo XV aparecen las "moralidades" (Moralities o Morality plays), parecidas a los autos sacramentales, eran obras protagonizadas por personajes abstractos que representaban vicios o virtudes, u otro concepto abstracto, como el Pecado, la Ambición, la Naturaleza humana, etc. La "moralidad" se hace más laica. Puede citarse la obra Los cuatro elementos (1519).

## Renacimiento

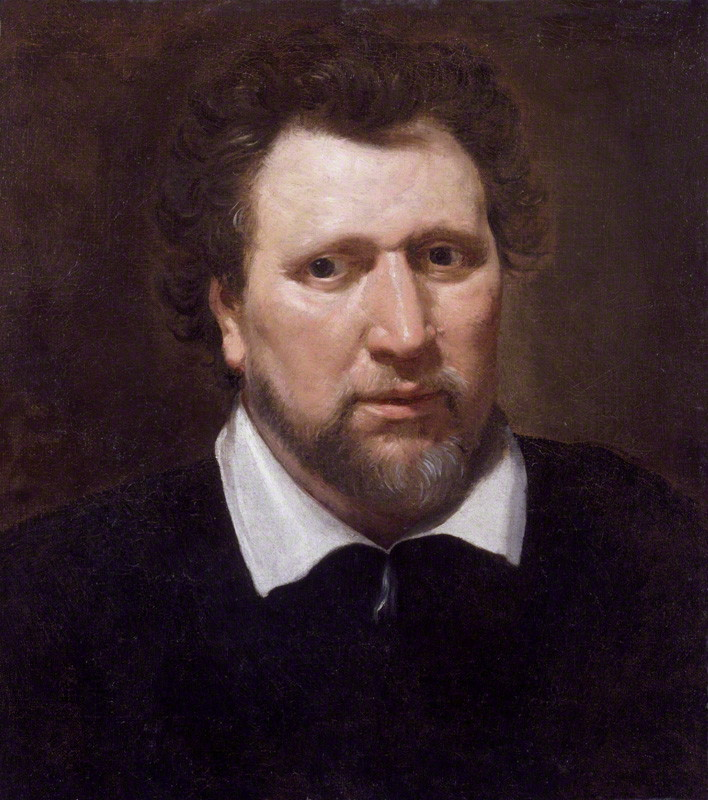
Ben Jonson, destacado dramaturgo de la época de 1609

El período conocido como Renacimiento inglés, aproximadamente entre 1500 y 1660,  vio el florecimiento del teatro y de todas las artes. A este siglo XVI pertenece el más famoso ejemplo de "misterio", Everyman (Cada cual). Los partidarios de la Reforma protestante utilizaron el género de la "moralidad" para divulgar sus ideas, pudiendo citarse la Sátira de los tres Estados del escocés David Lindsay.
John Heywood (1497-1580) escribió Interludios semejantes a los fabliaux franceses, siendo una de sus obras más conocidas The Play of the Weather (La obra del clima) (1533). El obispo John Bale (1495-63) cultivó, en defensa de la Reforma, el drama histórico, como Kyng Johan (El rey Juan), escrita años 1540.
Dos son las candidatas a la primera comedia en inglés, ambas representadas hacia 1553, la de Nicholas Udall Ralph Roister Doister y la obra anónima Gammer Gurton's Needle. Se considera que la primera tragedia fue Gordobuc, de Sackville y Norton.
Durante el reinado de Isabel I a finales del siglo XVI y principios del XVII, una cultura centrada en Londres que era al mismo tiempo cortesana y popular produjo gran poesía y teatro. Quizá el más famoso dramaturgo del mundo, William Shakespeare de Stratford-upon-Avon, escribió obras que aún se interpretan en teatros de todo el mundo hasta la actualidad. Era un actor y estaba profundamente involucrado en la llevanza de la compañía de teatro que interpretaba sus obras. Otros dramaturgos importantes durante este período fueron Christopher Marlowe (1564-93) con La trágica historia del doctor Fausto, Edward II (Eduardo II) o Tambourlaine (Tamerlán); Ben Jonson, y John Webster.
Varios tipos de obras eran populares. Ben Jonson, por ejemplo, a menudo componía mascaradas para la corte, obras muy ornamentadas donde los actores lucían máscaras. Los tres tipos que parecen más estudiados son las historias, las comedias, y las tragedias. La mayor parte de los dramaturgos tendieron a especializarse en uno u otro género, pero Shakespeare destaca por haber cultivado los tres géneros. Sus 38 obras incluyen tragedias como Hamlet (1603), Otelo (1604), y El rey Lear (1605); comedias como El sueño de una noche de verano (1594—96) y Noche de reyes (1602); y obras históricas como Enrique IV. Algunos han elaborado la hipótesis de que el renacimiento inglés llevó a un repentino predominio del teatro en la sociedad inglesa, argumentando que la forma inquisitiva más popular de la época estaba mejor servida por los personajes competitivos en las obras de los dramaturgos isabelinos.
Durante el interregno 1642—1660, los teatros ingleses estuvieron cerrados por los puritanos por motivos religiosos e ideológicos.

## La Restauración
Cuando los teatros londinenses reabrieron con la Restauración de la monarquía en 1660, florecieron por el interés y apoyo personales del rey Carlos II. Audiencias amplias y socialmente mixtas eran atraídas por una escritura llena de tópicos y por la introducción de las primeras actrices profesionales (en la época de Shakespeare, todos los roles femeninos eran interpretados por chicos). Surgieron nuevos géneros como el drama heroico, el drama patético, y la comedia de la Restauración.

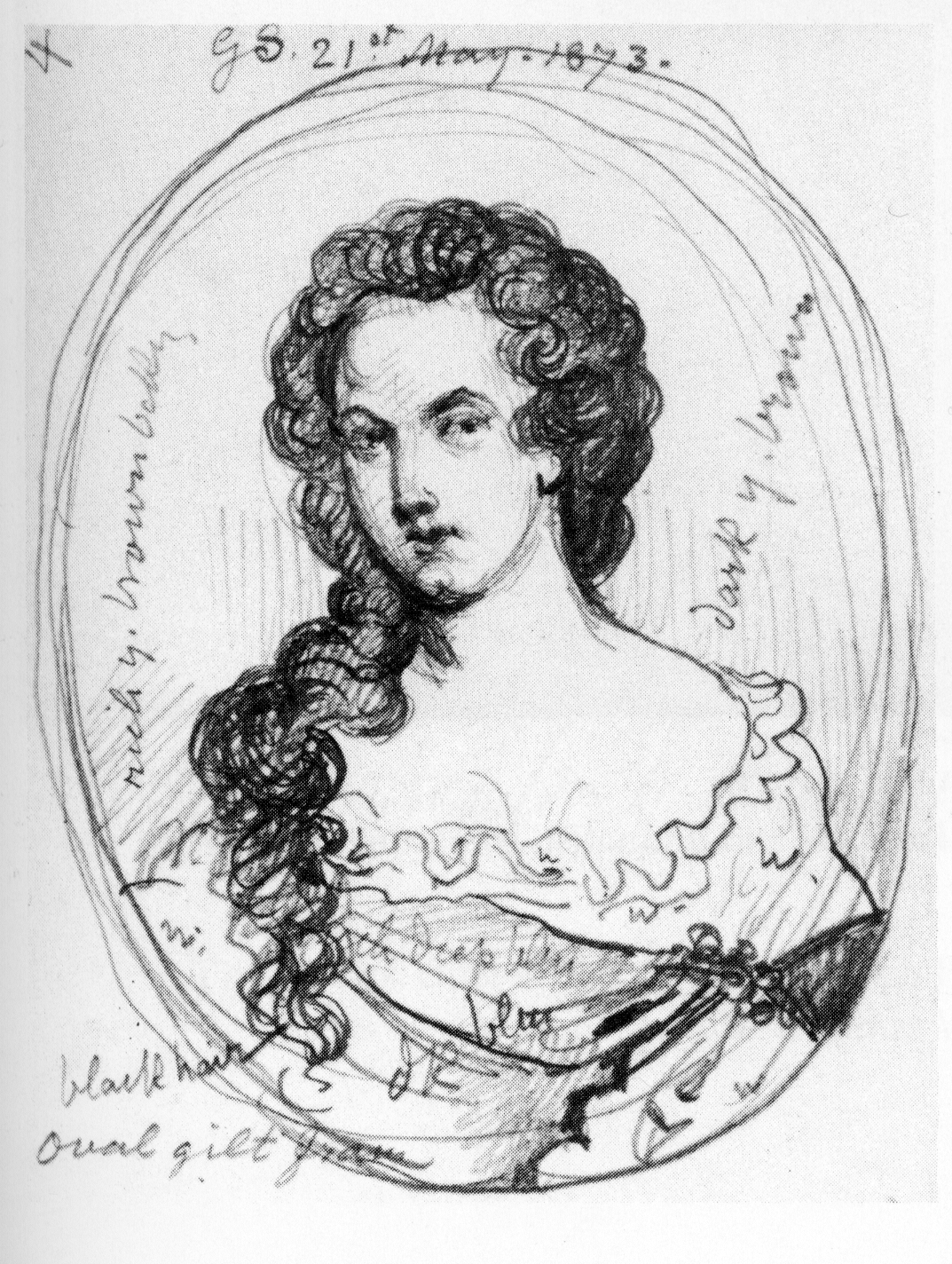
Aphra Behn fue la primera dramaturga inglesa profesional.

Tragedias heroicas de la época eran Todo por amor (All for Love, 1677) y Aureng-Zebe (1675) de John Dryden; Venice Preserved (Venecia salvada) (1682), Alcibiades, Don Carlos, de Thomas Otway (1652-85). También dramático fue Nicholas Rowe (1674-1718), poeta laureado desde 1715 y cuya obra más destacada y original es Jane Shore. Otro dramaturgo menor fue Thomas Shadwell (1642-92).
Las obras de la Restauración que han mantenido el interés de productores y audiencias actuales son las comedias, como la de George Etherege Hombre a la moda (The Man of Mode, 1676), la de William Wycherley La aldeana (The Country Wife, 1676), la de John Vanbrugh La reincidente (The Relapse, 1696), y la de William Congreve Así es el Mundo (The Way of the World, 1700). Este período vio a la primera dramaturga profesional, Aphra Behn, autora de numerosas comedias incluyendo El vagabundo (The Rover, 1677). La comedia de la restauración es famosa por su carácter explícito desde el punto de vista sexual, cualidad animada por el rey y por la actitud aristocrática y libertina de su corte.

## SigloXVIII

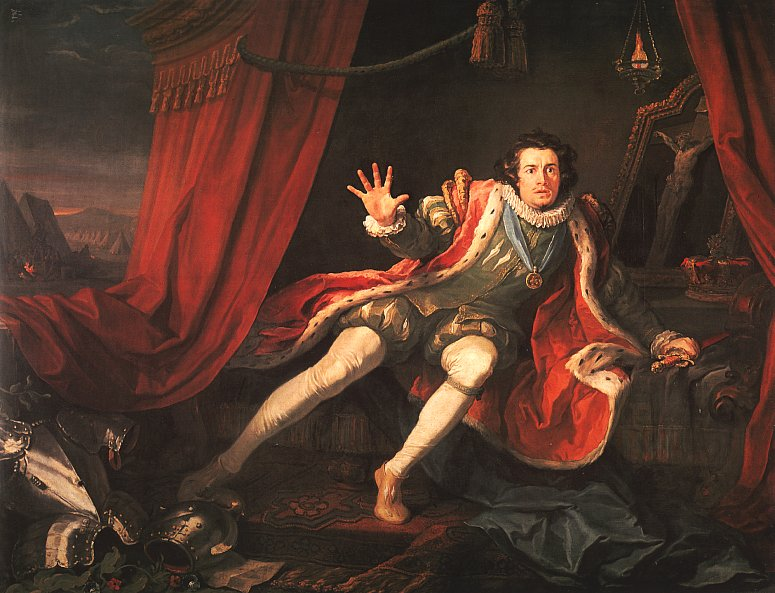
David Garrick como Ricardo III, obra de Shakespeare, por William Hogarth.

En el siglo XVIII, la comedia provocativa de la Restauración perdió el favor del público, para ser reemplazada por la comedia sentimental y la ópera.
La comedia sentimental representaba tragedias domésticas. Cultivadores de este género fueron George Lillo (1693-1739), con Mercader de Londres (The London Merchant) (1731) y el irlandés Richard Steele (1672-1729), con obras como Amantes conscientes (1722).
Se desarrolló un desmesurado interés por la ópera italiana. El entretenimiento popular dominó el período con más intensidad que nunca. Florecieron los géneros burlescos y los entretenimientos musicales, antecedentes del Music-hall inglés, a expensas del auténtico teatro inglés, que entró en una larga fase de declive. La obra más conocida de esta tendencia es The Beggar's Opera de John Gay, ópera balada.
En la segunda mitad de siglo escribió comedias amables Oliver Goldsmith (1728-74), de cuya producción teatral destaca She Stoops to Conquer (Ella se inclina para vencer (1773). Pero el autor más destacado es sin duda Richard Brinsley Sheridan (1751-1816), que adaptando el espíritu molièresco a tierras inglesas: la comedia The School for Scandal (La escuela de la maledicencia) o The Rivals (Los rivales), la farsa El crítico. Dirigió el teatro de Drury Lane y se dedicó a la política, destacando como orador parlamentario.
Se produce en este siglo un redescubrimiento de Shakespeare, sobre todo en representaciones de grandes actores como David Garrick. Hay toda una serie de ediciones críticas de las obras del autor isabelino, desde la de Nicholas Rowe en 1709 hasta la de Malone en 1790.

## SigloXIX

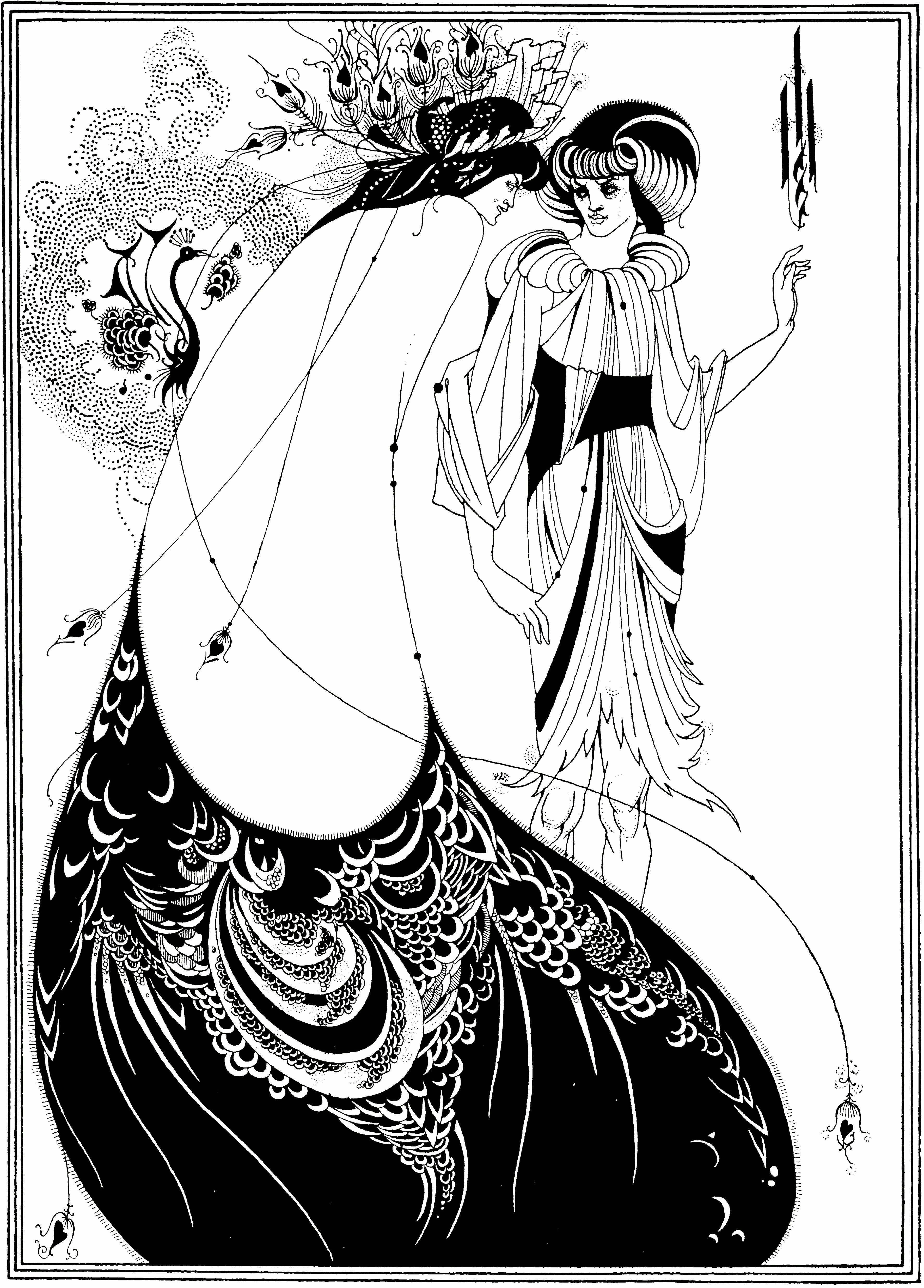
La falda de pavo real, ilustración de Aubrey Beardsley para la obra de Oscar Wilde Salomé (1892).

A principios del siglo XIX, el teatro ya no estuvo representado por obras dramáticas, sino por el "teatro de cámara", obras escritas para ser representadas privadamente mediante lecturas de "cámara". Entre estos poemas dramáticos "de cámara" cabe citar Manfredo y Caín de Lord Byron, y Los Cenci, de Shelley.
Los grandes actores como Edmund Kean o Ellen Terryn representaron sobre todo a los clásicos como Shakespeare.
A finales de siglo se produjo un cambio, gracias a la representación sobre los escenarios londinenses de obras del noruego Henrik Ibsen, que, junto al interés por restaurar la comedia genuinamente británica, lograron revitalizar el teatro inglés.
Arthur Wing Pinero (1855-1934) escribió obras de temática social, como The Notorious Mrs Ebbsmith (La escandalosa Sra. Ebbsmith), pero destacó sobre todo en farsas tipo The Magistrate (El magistrado) o comedias como Trelawny of the Wells.
Pero las figuras más destacadas fueron los irlandeses George Bernard Shaw y Oscar Wilde. Oscar Wilde (1856-1900) compuso elegantes y encantadoras comedias, entre las que destacan Lady Windermere's Fan (El abanico de Lady Windermere) y The Importance of Being Earnest (La importancia de llamarse Ernesto, 1895); en francés escribió Salomé.
George Bernard Shaw (1856-1950) es autor de numerosas obras de teatro, algunas de ellas agrupadas por su temática ("Comedias desagradables", "Comedias agradables" o "Comedias para puritanos"). De toda su amplia producción, pueden mencionarse como destacadas La profesión de la señora Warren (1898, "comedia desagradable"), Cándida (1897) o No se puede nunca decir ("comedias agradables"), César y Cleopatra ("comedia para puritanos", 1900), Hombre y superhombre, El dilema del doctor, La otra isla de John Bull (1903), St. Joan (Santa Juana), Pygmalion (Pigmalión) y El carro de las manzanas.
William Butler Yeats destacó como comediógrafo, desarrollando su labor principalmente en Irlanda, donde fundó la Sociedad Teatral Nacional de Irlanda en 1903 y fue partícipe en la creación de un teatro nacional irlandés. Este teatro irlandés nativo y original tuvo, ya en las primeras décadas del siglo XX, otras figuras destacadas como John Millington Synge y Sean O'Casey.

## Siglo XX
El novelista John Galsworthy (1867-1933) fue apreciado en vida sobre todo como dramaturgo y, como otros escritores de su época como Shaw, sus obras dramáticas tenían por objetivo el sistema de clases y temas sociales, siendo una de las más conocidas Strife (Lucha) (1909).
Después de la Primera Guerra Mundial triunfaron comedias ligeras e ingeniosas como las de Noel Coward (1899-1973). En esta época se vio el resurgir del drama en verso, con la obra Murder in the Cathedral (Asesinato en la catedral, 1935) de T.S. Eliot (1888-1965).
Christopher Fry (1907-2005) revitalizó el teatro inglés en los años inmediatamente posteriores a la Segunda Guerra Mundial, como The Lady's Not for Burning (Que no quemen a la dama, 1949). Terence Rattingan (1911-77) escribía comedias destinadas a un público burgués.
Frente a las representaciones burguesas de Coward o Rattigan, surgió a finales de los años 1950 y principios de los 60 el llamado kitchen sink drama (teatro de fregadero), referente a obras de teatro que tenía una representación más realista de la vida social, un género de "realismo social". El estreno de Look Back in Anger (Mirando hacia atrás con ira) de John Osborne en 1956 supuso un auténtico revulsivo para la escena inglesa, y marcó a toda una generación de "jóvenes airados". Fue el inicio de una nueva edad dorada del teatro inglés, con gran número de dramaturgos con talento y abundantes representaciones, teatros y compañías.
Sir Arnold Wesker (n. 1932) es uno de los autores que cultivó este tipo de teatro más realista, en obras como Roots (Raíces, 1959). También puede mencionarse a la dramaturga Shelagh Delaney (n. 1939), cuya obra más conocida es la primera, A Taste Of Honey (Sabor a miel, 1958).
El postmodernismo afectó al teatro inglés en la segunda mitad del siglo XX. Esto puede verse en particular en la obra de Samuel Beckett (1906-91)(destacadamente, con Esperando a Godot, Waiting for Godot), quien influyó en otros escritores como Harold Pinter (n. 1930) y Tom Stoppard. Pinter ha influido en dramaturgos posteriores como Joe Orton (1933-67) con Loot (Botín, 1965) y Funeral Games (Juegos funerarios, 1968).
En la década de los años 1970 Londres era la capital mundial del teatro. En los años 1980 se produce un período de decadencia.
Hoy en día, el West End londinense tiene un gran número de teatros, particularmente centrados alrededor de la Shaftesbury Avenue. Un prolífico escritor de música para los musicales del siglo XX, Andrew Lloyd Webber, ha dominado el West End durante varios años, y sus obras han viajado a Broadway en Nueva York y alrededor de todo el mundo, así como se han visto convertidas en películas.
La Royal Shakespeare Company actúa en Stratford-upon-Avon, produciendo principalmente, pero no de manera exclusiva, obras de Shakespeare.